# Quand un homme se souvient
Quand un homme se souvient (titre original : Which Make Men Remember) est une nouvelle américaine de Jack London publiée aux États-Unis en 1900.

## Historique
La nouvelle est publiée initialement dans le Sunday Examiner Magazine en juin 1900, avant d'être reprise dans le recueil Le Dieu de ses pères en mai 1901.

## Éditions

### Éditions en anglais
- Which Make Men Remember, dans le Sunday Examiner Magazine, juin 1900.
- Which Make Men Remember, dans le recueil The God of his Fathers & Other Stories, New York ,McClure, Phillips & Co., 1901

### Traductions en français
- Quand un homme se souvient , traduit par Louis Postif, in Dimanche illustré, juin 1927.
- Quand un homme se souvient, traduit par François Specq, Gallimard, 2016[1].

## Sources
- « Bibliographie de Jack London », sur jack-london.fr (consulté le 22 avril 2024)